# Mexikó zászlaja
Mexikó zászlaja Mexikó egyik nemzeti jelképe. A zászló ünnepnapja (spanyolul Día de la Bandera) február 24-e.

## Története
Az első mexikói zászlót José Magdaleno Ocampo szabómester készítette a Guerrero állambeli Iguala (későbbi nevén: Iguala de la Independencia) városában. Ezt a zászlót 1821. február 24-én, az Iguala-terv megjelenésének napján használták először. A városban ma emlékmű hirdeti, hogy ez a város a zászló szülőhelye, azon a helyen pedig, ahol először kibontották a zászlót, egy kis múzeum is felépült: a Museo a la Bandera.

## Leírása
A zöld-fehér-vörös zászlón a nemzeti embléma, egy ősi azték vallási szimbólum modern interpretációja jelent meg.
Az azték legenda szerint karmai között kígyót tartó, sziklából növő kaktuszon álló sas jelent meg a Tenochtitlán-tó közepén – azon a helyen, ahol az aztékok 1325-ben fővárosuk felépítését megkezdték. Az embléma többször is módosult (utoljára 1968-ban).
A színek eredetileg a függetlenséget (zöld), a vallás tisztaságát (fehér), valamint az őslakosok és a spanyolok közötti egységre való törekvés (vörös) szimbolizálták. Ma a reményt (zöld), a tisztaságot (fehér) és a vallást (vörös) jelképezik.